# Трудовые армии 1920—1921 годов

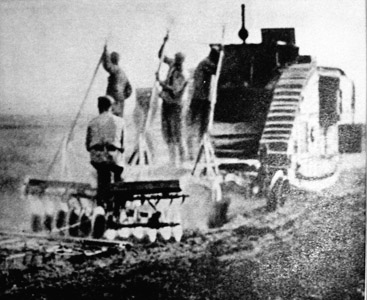
Пахотные работы на танке Mark V, Народ и армия — едины, помощь РККА народному хозяйству, 1920 год.

Трудовая армия — формирование (объединение, армия) в Советской Республике, которые создавались в 1920 — 1921 году на базе управлений (штабов), частей, соединений и запасных частей РККА, для помощи народному хозяйству.
Были задействованные для выполнения хозяйственно-экономических и частично управленческих задач в местах своей дислокации. Отдельные части привлекались к борьбе с бандитизмом. Являлись одной из составляющих системы «военного коммунизма» и практическим воплощением тезиса ЦК РКП(б) того времени о милитаризации труда, являвшейся вынужденной мерой в условиях гражданской войны и фактически не функционирующей экономики Советского государства.
Первой трудовой армией стала 1-я Революционная Армия Труда, решение о сформировании которой на базе 3-й армии Восточного фронта (Урал) 15 января 1920 года принял Совнарком. Последней — восьмой — стала Сибирская трудовая армия, решение о создании которой было принято 15 января 1921 года.
Среднегодовая численность трудовых армий не превышала 300 тысяч человек.
Постановлением СТО от 30 марта 1921 года трудовые армии были переданы в ведение Наркомата труда РСФСР. В УССР с июня 1921 года перешли в подчинение уполномоченному Главкомтруда на Украине при командующем трудовыми частями Украины.
В УССР управления трудармий были расформированы в сентябре — декабре 1921 г. В европейской части РСФСР расформирование трудармий было начато с декабря 1920 г. и завершилось 2 февраля 1922 г., когда была расформирована созданная первой 1-я Революционная Армия Труда. На базе бывших трудовых армий формируются государственные рабочие артели, предназначенные для сохранения ведущей роли государства в использовании массовой рабочей силы. На Урале хозяйственно-управленческая структура трудармии стала основой появившейся в 1923 г. Уральской области.

### История возникновения и этапы существования
В 1918—1919 годах подразделения вооружённых сил Советской России эпизодически привлекались к выполнению хозяйственных задач (заготовка топлива, обеспечение функционирования железнодорожного транспорта и т. д.). К концу 1919 года Гражданская война, интервенция, разруха практически делали недоступными для советского правительства обычные экономические инструменты восстановления экономики. Рабочие, чьей заработанной платы (зарплаты) за месяц хватало на питание в течение нескольких дней, бежали в деревню, где уровень товарности производства не всегда обеспечивал собственные потребности.
В конце 1919 года, когда большая часть территории РСФСР была освобождена от белых формирований, встал вопрос о том, что делать с высвободившимися армиями: демобилизация их представлялась преждевременной, содержать их было непосильно. В это же время встал вопрос о переходе к милиционной системе в самой армии. 17 декабря 1919 года председатель РВСР Л. Д. Троцкий публикует в «Правде» одобренные ЦК тезисы «Переход к всеобщей трудовой повинности в связи с милиционной системой», где указывались необходимые мероприятия по превращению регулярной Красной Армии в милиционную и осуществлению трудовой повинности, в которой армейские структуры стали бы «аппаратом трудовой мобилизации народных масс».
Пунктом 16 «Тезисов» значилось: «для проведения продовольственного налога и трудовой повинности государство должно и будет в переходный период располагать известным числом наиболее испытанных, надежных и дисциплинированных частей, преимущественно пролетарского состава.»
Для разработки организационно-плановых мероприятий Троцкий предлагал создать междуведомственную комиссию для разработки системы трудовой повинности из представителей Высовнархоза, военного ведомства, Наркомвнудела, Наркомзема, Наркомпрода, Наркомтруда и Центрального Совета профессиональных союзов.
19 декабря эта комиссия под председательством Л. Д. Троцкого уже выносит первые решения — «В порядке всеобщей трудовой повинности осуществляются следующие мероприятия:… д) Использование в порядке трудовой повинности сил армии.»
Совет Народных Комиссаров на заседании от 27 декабря постановил создать комиссию для выработки плана введения всеобщей трудовой повинности и ближайших практических мероприятий по мобилизации рабочей силы — и возглавил комиссию её инициатор — Л. Д. Троцкий.
27 декабря 1919 года публикуются одобренные ЦК «Тезисы о мобилизации индустриального пролетариата и милитаризации труда». 30 декабря 1919 комиссия проводит совещания по вопросу о введении всеобщей трудовой повинности и мобилизации рабочей силы. В принятом Постановлении № 1 пунктом 7 «Военному ведомству поручается выяснить: … б) какие воинские части могли бы быть выделены немедленно же для тех или других хозяйственных работ, где именно, на какой срок». В задачи данной комиссии её главой Троцким вменялось:
- 4. Привлечение и соответственное приспособление аппарата военного ведомства в связи с аппаратом других заинтересованных ведомств — Наркомтруд, ВЦСПС, Наркомвнудел и Центральное Статистическое Управление — для учета населения с точки зрения всеобщей трудовой повинности и для фактического её проведения.
- 5. Привлечение воинских частей к непосредственному участию в сельскохозяйственных и других работах, требующих массовой организации рабочей силы.

10 января 1920 года проявляется «инициатива командования 3-й армии по преобразованию её в трудовую», которую одобряет Троцкий, а затем и В. И. Ленин. 15 января решение о появлении 1-й Революционной армии труда большинством одобряется СНК.
Перевод целых армий на положение трудовых с самого начала рассматривался как временный, вызванный необходимостью сохранения их для военных действий. Об этом было ясно сказано в Приказе-памятке по 3-й Красной армии — 1-й революционной армии труда от 15 января 1920 года:

1. 3-я армия выполнила свою боевую задачу. Но враг ещё не окончательно сломлен на всех фронтах. Ещё хищные империалисты угрожают Сибири с Дальнего Востока. Ещё наёмные войска Антанты грозят Советской России с запада. Ещё сидят белогвардейские банды в Архангельске. Ещё не освобожден Кавказ. Поэтому 3-я революционная армия остается под штыком, сохраняет свою организацию, свою внутреннюю спайку, свой боевой дух — на случай, если социалистическое отечество призовёт её к новым боевым задачам.
- 2. Но, проникнутая сознанием долга, 3-я революционная армия не хочет терять времени даром. В течение тех недель и месяцев передышки, какие пришлись ей на долю, она применит свои силы и средства для хозяйственного поднятия страны. Оставаясь боевой силой, грозной врагам рабочего класса, она превращается в то же время в революционную армию труда.

В это же время на предсъездовскую дискуссию от имени ЦК выносятся тезисы «О мобилизации индустриального пролетариата, трудовой повинности, милитаризации хозяйства и применения воинских частей для хозяйственных нужд», составленные Троцким по поручению ЦК.

- V. Трудармии
- 28. В качестве одной из переходных форм к проведению всеобщей трудовой повинности и к самому широкому применению обобществленного труда должны быть использованы для трудовых целей освобождающиеся от боевых задач воинские части, вплоть до крупных армейских соединений. Таков смысл превращения 3-й армии в 1-ю Армию Труда и перенесения этого опыта на другие армии.
- 29. Необходимыми условиями трудового применения воинских частей и целых армий являются:
  - а) Строгое и точное ограничение задач, которые ставятся трудармии, простейшими видами труда и в первую голову — сбором и сосредоточением продовольственных запасов.
  - б) Установление таких организационных взаимоотношений с соответственными хозяйственными органами, чтоб исключена была возможность нарушения хозяйственных планов и внесения дезорганизации в централизованные хозяйственные аппараты.
  - в) Установление тесной связи, по возможности, уравнительного продовольствования и товарищеских взаимоотношений с рабочими того же района.
  - г) Идейная борьба с мещански-интеллигентскими и тред-юнионистскими предрассудками, которые в милитаризации труда или в широком применении воинских частей для труда усматривают аракчеевщину и пр. Выяснение неизбежности и прогрессивности военного принуждения в деле поднятия хозяйства на основе всеобщей трудовой повинности. Выяснение неизбежности и прогрессивности все большего сближения между организацией труда и организацией обороны в социалистическом обществе.

Председателем Совета 1-й Революционной армии труда решением Политбюро ЦК РКП(б) от 17—18 января 1920 года назначается Л. Д. Троцкий. На том же заседании Политбюро было принято решение — «приступить к подготовке проектов формирования Кубано-Грозненской, Украинской, Казанской и Петроградской трудовых армий».
В начале февраля 1920 Троцкий прибывает на Урал и приступает к превращению 3-й армии в 1-ю трудовую, устанавливая, в частности, специализацию применения разных родов войск — так, кавалерийская дивизия была задействована на продразвёрстке, а стрелковые части — на рубке и погрузке дров. В то же время работа на Урале заставила Троцкого многое пересмотреть, и в Москву в конце февраля 1920 года он вернулся с предложением изменить экономическую политику, по существу — отказаться от «военного коммунизма». Однако ЦК большинством голосов (11 против 4) отклонил его предложения.
Тезисы ЦК «О мобилизации индустриального пролетариата, трудовой повинности, милитаризации хозяйства и применения воинских частей для хозяйственных нужд» в марте 1920 года были одобрены IX съездом РКП(б).
Осложнившаяся обстановка на западном фронте потребовала переброску туда всех наиболее боеспособных соединений — 1-я армия труда была вновь преобразована в 3-ю армию РККА. К середине марта в распоряжении армий остались в основном лишь части управления и инженерно-технические части.
Тезисы ЦК РКП(б) «Польский фронт и наши задачи» появившиеся в мае 1920 года, в соответствии с которыми военным властям совместно с хозяйственными учреждениями предписывалось «пересмотреть список воинских частей, находящихся на трудовом фронте, немедленно освободить большинство их от трудовых задач и привести в боеспособное состояние для скорейшей передачи Западному фронту» уже скорее констатировали давно свершившийся факт. К началу мая основными подразделениями трудармий и до окончания существования являлись трудовые бригады, полки, батальоны, рабочие роты, инженерно-технические части.

### Трудармии в 1920—1921 годах
- Первая революционная армия труда, первая трудармия. 10 января 1920 г. её командующий М. С. Матиясевич и член РВС П. И. Гаевский направили в адрес В. И. Ленина и Л. Д. Троцкого телеграмму, в которой говорилось о тяжелом положении экономики Урала и предлагалось «…обратить все силы и средства 3 Красной армии на восстановление транспорта и организацию хозяйства… Красную Армию Востфронта переименовать в 1-ю Революционную Армию Труда РСФСР» Преобразована из 3-й армии восточного фронта 15 января 1920. Председателем Совета 1-й Революционной армии труда решением Политбюро ЦК РКП(б) от 17 — 18 января 1920 г. назначается Л. Д. Троцкий, его заместителем — Г. Л. Пятаков. К началу марте стрелковые и кавалерийская дивизии, входившие в состав армии, были переданы в распоряжение Приуральского военного округа (ВО) и направлены на Западный фронт. К лету 1920-го состояла в основном из инженерно-строительных подразделений.

- Украинская трудовая армия. 21 января 1920 г. утверждается положение СНК и Всеукраинского революционного комитета об Украинском совете трудовой армии (первоначальное название, предложенное И. В. Сталиным, — Военно-трудовой совет для Украины). Во главе становится особоуполномоченный Совета обороны И. В. Сталин (в дальнейшем — председатель СНК УССР Х. Г. Раковский) Командующим армией назначается член РВС Юго-Западного фронта Р. И. Берзин. В виду крайне неблагоприятной обстановки на фронтах её формирование фактически было начато только в мае 1920 из частей низкой боевой готовности. 1 июня 1920 она насчитывала 20 705 человек — три трудовые бригады, включавшие восемь трудовых полков. Части бригад и мелких вспомогательных подразделений были сосредоточены в Донбассе, а также разбросаны по территории Полтавской, Киевской, Екатеринославской, Одесской губерний.

- Кавказская трудовая армия (с августа армия труда Юго-Востока России). 20 января 1920 г. на заседании Политбюро ЦК РКП(б) обсуждался Проект организации Кавказско-Кубанской трудовой арми. 23 января 1920 г. утверждается Положение о Совете Кавказской армии труда, председателем которого назначается начальник Политуправления РВСР И. Т. Смилга. Но только 20 марта 1920 г. приказом № 274 РВС Кавказского фронта на формирование Кавказской трудовой армии выделяется 8-я Армия. Командующим трудармией становится И. В. Косиор — помощник командующего 8-й армии. Но даже к лету 1920 её формирование не было закончено. На 20 июня — она насчитывала 15 тыс. (из них 8,5 тыс. управление армии, госпиталя и разные тыловые учреждения, 6 тыс. — строевые рабочие части). С созданием в августе 1920 г. Революционного совета армии труда Юго-Востока России армия в оперативно-трудовом отношении подчинялась этому совету, а в военно-административном — РВС фронта.

- 23 января 1920 г. принимается постановление Совета обороны «об использовании Запасной армии для улучшения работы Московско-Казанской железной дороги», а также скорейшей организации нормального сквозного сообщения между Москвой и Екатеринбургом. Но из общей численности армии, насчитывавшей в разное время от 100 до 250 тыс. человек, в работах по восстановлению было задействовано около 36 тыс. человек.

- Трудовая железнодорожная армия (позднее 2-я особая железнодорожная трудовая армия). К моменту получения приказа о формировании она состояла в основном из штабов и различных вспомогательных подразделений, разбросанных по железнодорожным станциям между Орлом, Царицыном и Харьковом: армейского управления, комендантской команды, складского и караульного батальонов, минометного дивизиона, рабочей роты. К 1 апреля 2-я Особая армия имела в своем составе 6 трудовых бригад общей численностью 1 656 человек (при штатной более 18 тыс. чел.). Наиболее многочисленной являлась укомплектованная военнопленными 6-я бригада, насчитывавшая 1 002 человека. На 12 июля — численность её составляла около 12 тыс.

- Петроградская трудовая армия — образуется постановлением Совета обороны от 10 февраля 1920 г на основе 7-я Армии (председатель Совтрударма Г. Е. Зиновьев, командующий — С. И. Одинцов). Но все её дивизии практически сразу были отправлены на Западный фронт, а две оставшиеся были задействованы на охране границ. В итоге приказом РВСР от 25 февраля 1920 г. № 299/52 Совету Петроградской трудовой армии предлагается «широко использовать тыловые, технические части, привлекая специалистов к работам по их специальности, а также формировать для указанной цели рабочие дружины из военнопленных». Её численность на 15 марта 1920 г. составила 65 073 чел., к осени сократившись до 39 271 чел.

- 2-я Революционная армия труда — образована по постановлению СНК от 21 апреля 1920 г. из войск 4-й Армии (и частично 1-й Армии Туркестанского фронта). Одновременно организуется Заволжский военный округ, фактически имевший объединенное управление с трудовой армией. Председателем 2-го Совтрударма 7 апреля 1920 г. назначается В. А. Радус-Зенькович — председатель Саратовского губисполкома, член губкома РКП(б), Военного совета Саратовского укрепленного района, его заместителем — К. А. Авксентьевский (он же командующий Заволжским ВО). Но вскоре на Западный фронт отправляют большинство наиболее многочисленных боевых частей а саму армию ликвидируют. По решению СТО от 7 июля 1920 г. приказом РВСР No.1482/261 от 8 августа 1920 г. Революционный совет армии был упразднен, его функции переданы создаваемой при Управлении Заволжского военного округа комиссии по использованию военных сил для трудовых целей и комитету по проведению всеобщей трудовой повинности (Комтруд), личный состав Управления, переданный в Заволжский военный округ, направлен на формирование Управления 6 армии Южного фронта.

- Донецкая трудовая армия — Во исполнение постановления Совета Украинской трудовой армии (Укрсовтрударма) No.3 от 20 февраля 1920 г. о милитаризации угольной промышленности Украины на заседании Укрсовтрударма 31 марта 1920 г. было принято решение о создании полевого штаба Украинской трудовой армии в Донбассе. Полевой штаб приказом по Украинской трудовой армии No.386 от 13 декабря 1920 г. переименован в штаб Донецкой трудовой армии с подчинением в оперативно-трудовом отношении ЦПКП, в административно-хозяйственном — командующему всеми вооруженными силами на Украине.

- Сибирская трудовая армия — образована приказом войскам Сибири № 70 от 15 января 1921 г. из всех военно-рабочих частей Сибири, сведенных в пять трудовых бригад.

На положении трудовой фактически находилась Запасная армия (Поволжье). Кроме того, к хозяйственной деятельности привлекались тыловые подразделения военных округов и фронтов.
Постановлением СТО от 30 марта 1921 г. трудовые армии и части были переданы в ведение Наркомата труда РСФСР. В УССР с июня 1921 г. перешли в подчинение уполномоченному Главкомтруда на Украине при командующем трудовыми частями Украины.
В УССР управления трудармий были расформированы в сентябре — декабре 1921. В европейской части РСФСР расформирование трудармий было начато с декабря 1920 и завершилось 2 февраля 1922, когда была расформирована созданная первой 1-я Революционная Армия Труда.

### Система управления, комплектования и полномочия
1-я, 2-я , Петроградская, Кавказская, Украинская трудовые армии подчинялись Советам трудовых армий (совтрудармам), создававшимся как межведомственные органы, включавшие представителей командования армии, СТО, ВСНХ, ряда народных комиссариатов Революционный совет армии, в его состав входили полномочные представители СТО, ВСНХ, Наркоматов продовольствия, земледелия, путей сообщения, труда, внутренних дел, Чусоснабарма, военного командования. Революционные советы в военно-административном отношении подчинялись через командование соответствующих фронтов и военных округов Реввоенсовету Республики, в оперативно-трудовом — Совету Труда и Обороны. Советам трудовых армий подчинялись местные хозяйственные органы, одновременно сохранявшие подчиненность соответствующим центральным управлениям. В качестве аппарата управления при Совете состоял штаб армии.
Трудовые армии как часть вооруженных сил в вопросах комплектования, снабжения, боевой подготовки состояли в ведении РВСР. Управление, осуществлявшееся через штабы трудовых армий или военных округов, штабы отдельных частей и их структурные подразделения на практике не имело единой схемы. Производственные задания распределялись комитетами по трудовой повинности (комтрудами), военкоматами, окружными военно-трудовыми комиссиями или же непосредственно командованием частей по соглашению с хозяйственными учреждениями. Распоряжение рабочей силой трудармейцев находилось в компетенции руководства предприятий и организаций.
С августа 1920 г. полномочия Революционных советов удаленных от центра трудовых армий (1 Революционной, Кавказской и Украинской) были расширены, они были преобразованы в областные органы СТО и объединяли деятельность всех хозяйственных, продовольственных, промышленных, транспортных и военных учреждений.
Для непосредственного руководства трудовыми армиями и частями приказом РВСР № 771 от 9 мая 1920 г. при Полевом штабе РВСР была создана Центральная комиссия по трудовому применению Красной Армии и флота Республики (Центрвоентрудкомиссия)из представителей Главного командования, Всероглавштаба и Главного комитета по всеобщей трудовой повинности (Главкомтруда).
Постановлением СТО от 30 марта 1921 г. трудовые армии и части в РСФСР были переданы в ведение Наркомата труда РСФСР. В связи с этим Центральная комиссия была упразднена, а для руководства деятельностью трудовых армий при Наркомате труда создавалось Главное управление трудовых частей Республики.

### Задачи, выполняемые трудармиями
Трудовые армии предназначались для использования массовой организованной рабочей силы военнослужащих и мобилизованного по трудовой повинности гражданского населения. Кроме того, в зависимости от времени создания, места дислокации выделялись задачи которые являлись приоритетными для отдельных трудовых армий: организация добычи и вывоза нефтепродуктов (Кавказ), угля (Донбасс), торфа (Северо-Запад России), лесозаготовки (Урал), восстановление транспортной инфраструктуры (Поволжье, район Юго-Восточных железных дорог), продразверстка (Украина, Кавказ, Урал). На первоначальном периоде существовании имело место привлечения трудовых армий к проведению трудовых мобилизаций.

### Результаты деятельности
В 1920 г. трудовые армии и части тыловых округов обеспечили примерно пятую часть вывоза и 4 % добычи нефти в стране, около пятой части продовольственных заготовок. Подразделениями Украинской трудовой армии было погружено более 12 % добытого в Донбассе угля. Доля трудовых армий в погрузке вагонов составляла около 8 %, в заготовке дров около 15 % и в вывозке около 7,8 %. Благодаря трудовым соединениям был смягчен кризис на транспорте на только что освобожденных от белых территориях. Военнослужащими Запасной армии и 2-й Особой армии обеспечивалось до 10 % производства некоторых видов военного обмундирования. Усилиями Запасной армии на Ижевских заводах более чем в два раза увеличился выпуск винтовок.

### Оценка эффективности
Вопрос о трудовых армиях рассматривался на IX съезде РКП(б) (март — апрель 1920 года). Перевод целых армий на положение трудовых с самого начала был обусловлен необходимостью сохранения их для военных нужд, — практика подтвердила неэффективность использования крупных боевых соединений, имевших сложную структуру управления, большое число специальных и вспомогательных подразделений, которые нельзя привлечь к хозяйственной работе. Съезд утвердил предложенную Троцким резолюцию «Об очередных задачах хозяйственного строительства», в которой по поводу трудовых армий было сказано: «Привлечение к работе более крупных воинских соединений дает неизбежно более высокий процент красноармейцев, не занятых непосредственно в производстве. Поэтому применение целых трудовых армий, с сохранением армейского аппарата, может быть оправдано лишь постольку, поскольку необходимо сохранить армию в целом для военных задач. Как только надобность в этом отпадает, необходимо громоздкие штабы и управления расформировать, использовав лучшие элементы из квалифицированных рабочих в качестве небольших ударно-трудовых отрядов на важнейших промышленных предприятиях».
Переход к новой экономической политике, с одной стороны, окончание гражданской войны и постепенная демобилизация армии — с другой сняли вопрос об использовании воинских частей для трудовых задач с повестки дня.